# Höwenegg (Vogelschutzgebiet)
Das Gebiet Höwenegg ist ein 2007 eingerichtetes und mit Verordnung vom 5. Februar 2010 durch das Ministerium für Ernährung und Ländlichen Raum festgelegtes Europäisches Vogelschutzgebiet (Schutzgebietskennung DE-8018-401) in der baden-württembergischen Gemeinde Immendingen im Landkreis Tuttlingen in Deutschland.

## Lage
Das rund 21 Hektar große Vogelschutzgebiet „Höwenegg“ gehört zum Naturraum „Hegaualb“. Es liegt rund 2,7 Kilometer südlich der Immendinger Ortsmitte auf einer Höhe von etwa 774 bis zu 798 m ü. NHN und erstreckt sich um den namensgebenden Höwenegg, den nördlichsten der Hegauvulkane, mit dem markanten Kratersee und der Ruine der Burg Immendingen.

## Beschreibung
Beschrieben wird der Vulkankomplex „Höwenegg“ als „ein geologisches Dokument der vulkanischen Genese und Lebensraum seltener Pflanzen und Tiere“. Hier findet sich ein regelmäßiges Brutvorkommen des Wanderfalken.

### Lebensraumklassen
|                                                         |                                                         |  |      |      |
| Mischwald                                               | Mischwald                                               |  | 81 % | 81 % |
| Binnengewässer, stehend und fließend                    | Binnengewässer, stehend und fließend                    |  | 6 %  | 6 %  |
| Melioriertes Grünland                                   | Melioriertes Grünland                                   |  | 3 %  | 3 %  |
| Binnenlandfelsen, Geröll- und Schutthalden, Sandflächen | Binnenlandfelsen, Geröll- und Schutthalden, Sandflächen |  | 10 % | 10 % |
|                                                         |                                                         |  |      |      |

## Schutzzweck
Die gebietsbezogenen Erhaltungsziele sind je nach Art unterschiedlich beschrieben:

### Brutvögel

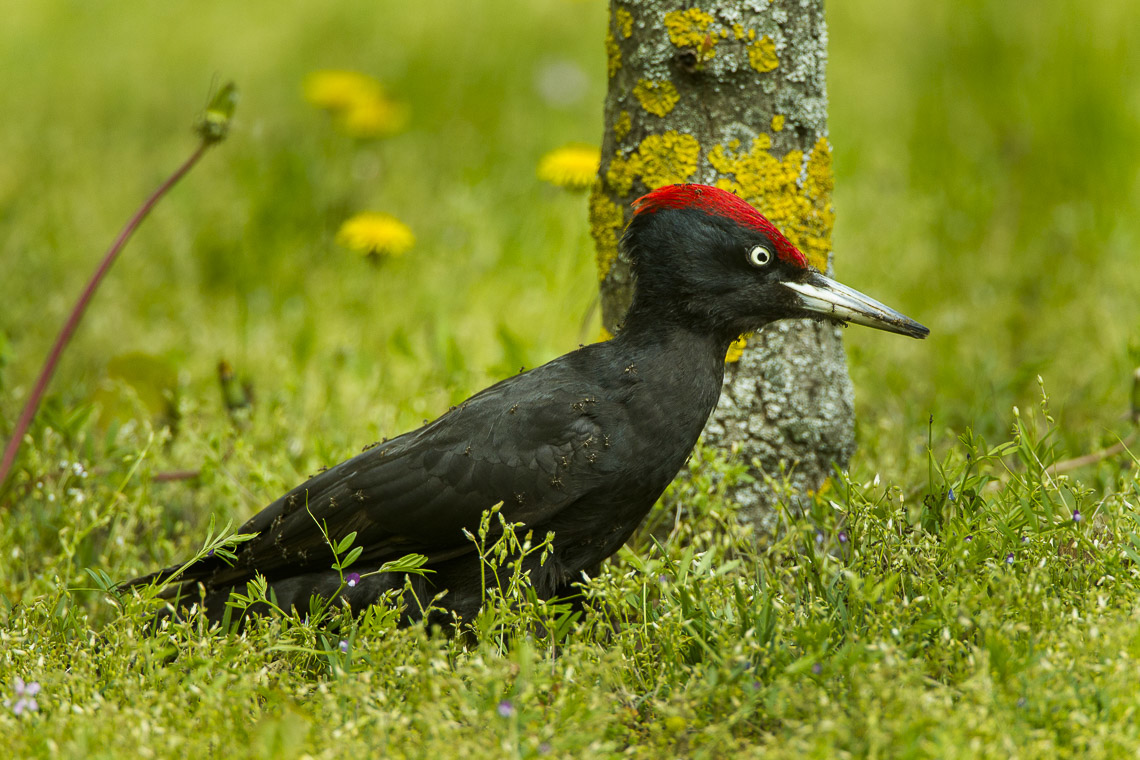
Schwarzspecht

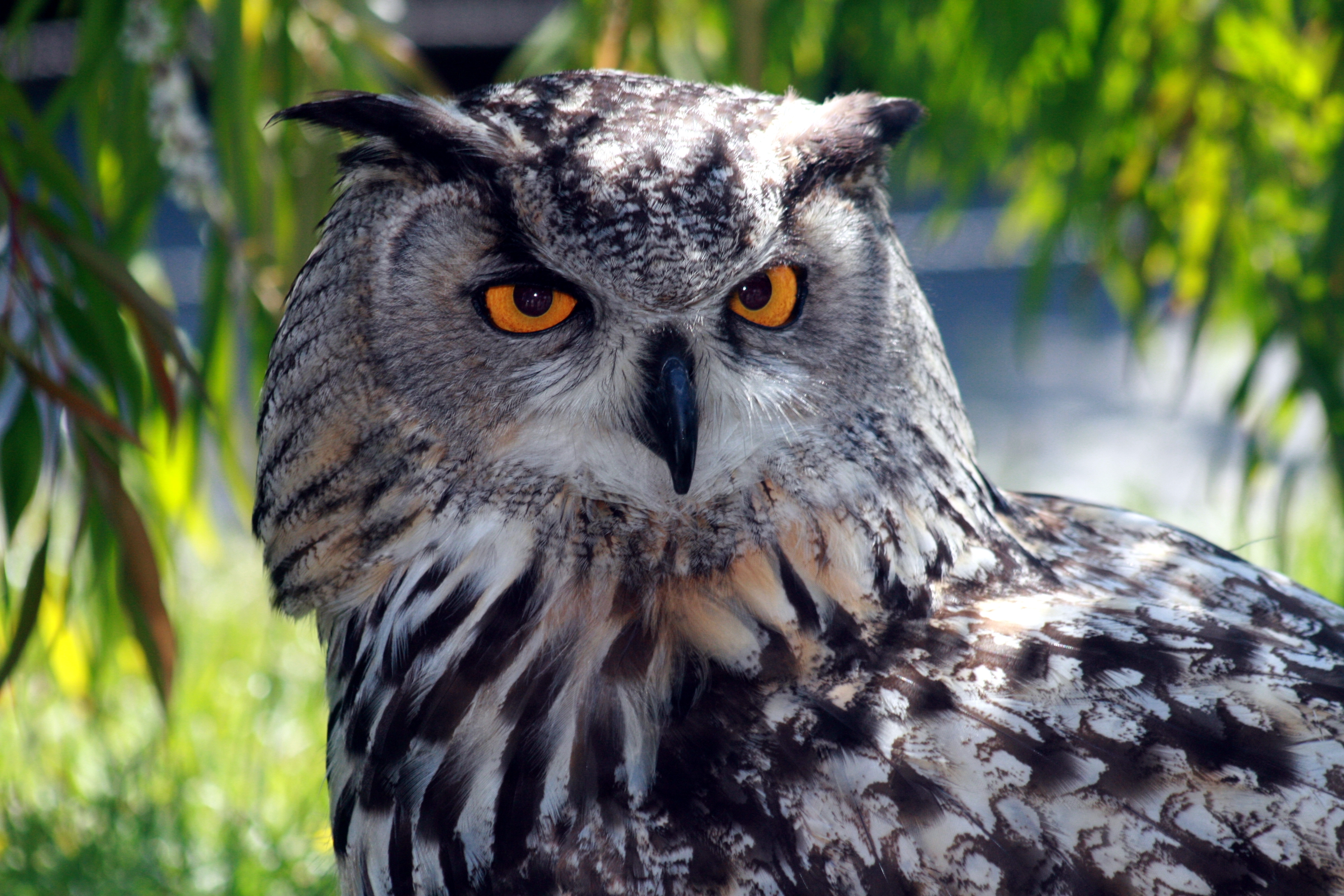
Uhu

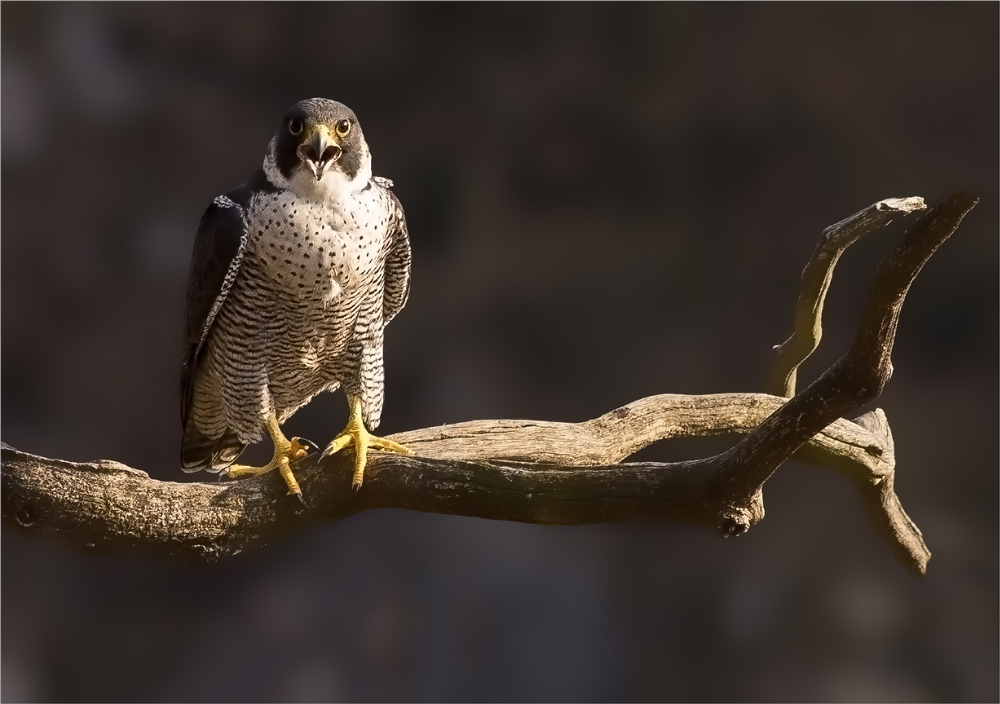
Wanderfalke

Brutvogelarten, die im Anhang I der Vogelschutzrichtlinie aufgelistet und für die in ganz Europa besondere Maßnahmen anzuwenden sind. In diese Kategorie fallen in Baden-Württemberg insgesamt 39 Arten.

#### Schwarzspecht(Dryocopus martius)
Erhaltung von ausgedehnten Wäldern, Altbäumen und Altholzinseln, Totholz, Erhaltung der Bäume mit Großhöhlen sowie des Nahrungsangebots, insbesondere mit Ameisen.

#### Uhu(Bubo bubo)
Erhaltung der offenen Felswände und von Steinbrüchen jeweils mit Höhlen, Nischen und Felsbändern, Erhaltung von reich strukturierten Kulturlandschaften im Umfeld von vorgenannten Lebensstätten, von offenem Wiesengelände mit Heckenstreifen, Erhaltung der Lebensräume ohne Gefahrenquellen wie nicht vogelsichere Freileitungen und Windkraftanlagen sowie störungsfreier oder zumindest störungsarmer Fortpflanzungs- und Ruhestätten.

#### Wanderfalke(Falco peregrinus)
Erhaltung der offenen Felswände und von Steinbrüchen jeweils mit Höhlen, Nischen und Felsbändern, Erhaltung der Lebensräume ohne Gefahrenquellen wie nicht vogelsichere Freileitungen und ungesicherte Schornsteine sowie Erhaltung störungsfreier oder zumindest störungsarmer Fortpflanzungsstätten während der Fortpflanzung in der Zeit vom 15. Februar bis 30. Juli.

### Zugvögel

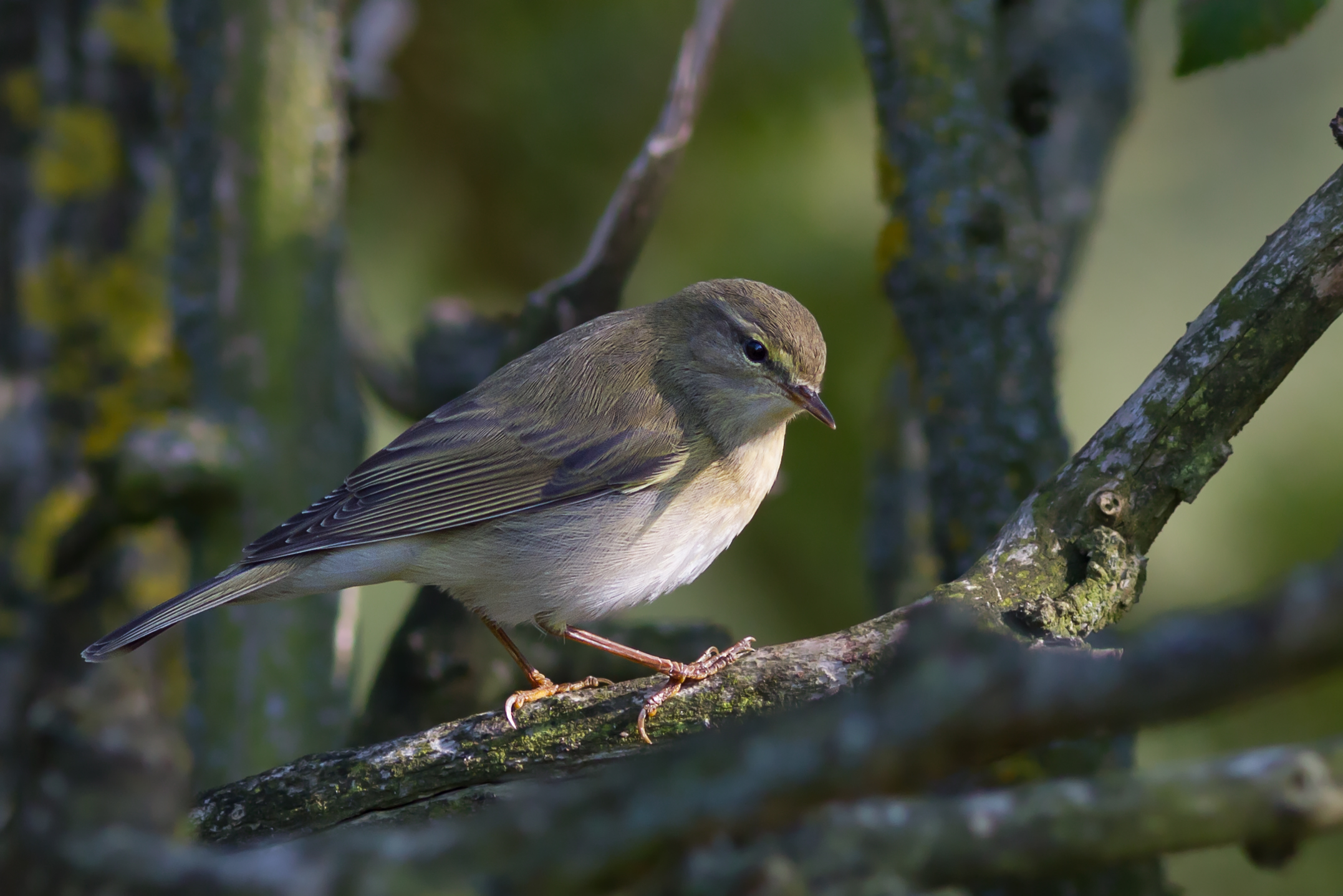
Berglaubsänger

Weitere, nicht in Anhang I aufgelistete Zugvogelarten, die im Land brüten und für die Schutzgebiete ausgewählt wurden. In diese Kategorie fallen in Baden-Württemberg insgesamt 36 Arten.

#### Berglaubsänger(Phylloscopus bonelli)
Erhaltung von lichten, stufig aufgebauten Waldbeständen an warmen, südexponierten, steil abfallenden Hängen mit Felspartien sowie Steinschutthalden oder Erosionsstellen mit spärlicher Strauchschicht und reichlicher Krautschicht, der Steppenheidegebiete mit spärlichem Baumbestand, wechselnder Strauchschicht und geschlossener Kurzrasendecke sowie störungsfreier oder zumindest störungsarmer Fortpflanzungsstätten während der Fortpflanzungszeit zwischen dem 15. April und dem 15. August.

## Zusammenhängende Schutzgebiete
Mit dem Vogelschutzgebiet „Höwenegg“ ist das Naturschutzgebiet „Höwenegg“ (NSG-Nr. 3.128) als zusammenhängendes Schutzgebiet ausgewiesen.